# Danziger Deutsch
Das Danziger Deutsch ist ein nordostdeutscher Dialekt, der in Danzig gesprochen wurde und von Vertriebenen noch vereinzelt gesprochen wird. Es gehört zum Niederpreußischen, das in West- und Ostpreußen vor der Flucht und Vertreibung der Deutschen aus Polen während und nach dem Zweiten Weltkrieg gesprochen wurde. 

## Geschichte
Im 12. Jahrhundert entstand im Gebiet des heutigen Langen Marktes von Danzig, in der Nähe einer prußischen Siedlung, eine deutsche Händlersiedlung, die einen sprachlichen Kontakt zwischen Slawisch, den baltischen und germanischen Sprachen herstellte. Die Ansiedlung zog weitere deutsche Siedler an, vor allem aus Niedersachsen, Westfalen und Hannover, deren niederdeutsche Sprache zur dominierenden Sprache wurde. Unter der Herrschaft des Deutschen Ordens wuchs Danzig zu einer deutschen Stadt mit Magdeburger Recht heran.
Als Mitglied der Hanse entwickelte die Stadt ein Platt, das auch Elemente aus dem Niederländischen, Prussischen, Kaschubischen und Polnischen enthielt. Zum Beispiel sind  Pomuchel (Kabeljau) , Kujel (Wildschwein) und Kosse (Ziege) Anleihen aus dem Polnischen.
Die offizielle Kommunikation der Stadt verwendete Niederdeutsch bis etwa 1563, während die benachbarten Städte Elbing und Braunsberg bereits Mitte des 15. Jahrhunderts zum Hochdeutschen wechselten. Mit der Verbreitung des Hochdeutschen durch das Bildungswesen wurde das Danziger Platt nur noch von einem kleinen Teil der Stadtbevölkerung gesprochen. Dennoch begann sich gegen Ende des 18. Jahrhunderts eine Literatur des Danziger Platts zu entwickeln.
Nach der Verbreitung des Hochdeutschen sprachen die meisten Einwohner der Stadt Danziger Missingsch, einen mitteldeutschen Dialekt.

## Sprachliche Eigenschaften
Das Danziger Platt unterscheidet sich durch einige Besonderheiten deutlich vom übrigen norddeutschen Platt. Während es anderswo maken (machen), slapen (schlafen), seggen (sagen), vertellen heißt, sagte man im Danziger Platt moake, schloape, saje, vertalle.

## Danziger Missingsch
Charakteristisch für das Danziger Missingsch sind die Apokope eines abschließenden e, wie in Katz (Katze) oder Straß (Straße), und die Entrundung der Umlaute ü und ö, so dass Tier (Tür) statt hochdeutsch „Tür“ und Sehne (Söhne) statt „Söhne“ ausgesprochen wird. Im Danziger Missingsch wird das „g-“ am Silbenanfang zu j- spirantisiert, z. B. in jelaufen anstelle von „gelaufen“.
Eine weitere Besonderheit des Danziger Missingsch ist die Verwendung des Diminutivs -chen, wie z. B. was-chen („was ist los?“). Auch das Genus einiger Wörter weicht charakteristisch ab, indem viele Wörter, die im Hochdeutschen maskulin sind, im Danziger Missingisch feminin sind, wie die Weiz und die Tabak, oder das Neutrum haben, wie das Monat und das Leib.